# سیزرز پالاس
سیزرز پالاس یا قصرِ قیصر نام یک هتل و کازینوی معروف در شهر لاس وگاس در آمریکا است. این هتل‌کازینو، ۳۳۴۸ اتاق برای پذیرایی از میهمانان دارد.
در ژوئن 2005، سرگرمی هرا شرکت سرگرمی کیزارز، شرکت را تحت مالکیت خود قرار داد و مالکیت کیزارز پالاس را به دست آورد. هرا در سال 2010 نام خود را به سرگرمی کیزارز تغییر داد تا از نام برند کیزارز بهره‌برداری کند.
در سال 2010، کیزارز پالاس به دلیل اجازه دادن به یک بازیکن بکارات با حداکثر سرمایه‌گذاری تازه بر روی میز کارت رقص کند، توسط کمیسیون بازی‌های کازینو نوادا با جریمه 250,000 دلار مجازات شد. در سپتامبر 2015، کیزارز پالاس توافق کرد که به شبکه مالی جرایم مالی جریمه مالی 8 میلیون دلار بابت نقض قانون مخفی‌نگه‌داری بانکی پرداخت کند.
در اکتبر ۲۰۱۷، مالکیت کیزارز پالاس به ویسی پراپرتیز به عنوان بخشی از یک عملیات تفکیک شرکتی منتقل شد؛ ویسی املاک ملک را به سرگرمی کیزارز با اجاره اولیه سالیانه ۱۶۵ میلیون دلار بازگرداند.
در طی ویروس کووید-۱۹، کازینو در تاریخ ۱۷ مارس ۲۰۲۰ تعطیل شد. چند ماه بعد، در تاریخ ۴ ژوئن، کازینو مجدداً بازگشت. بعد از آن، برخی از بخش‌های کازینو تعطیل ماندند، از جمله هتل بوتیک و بوفه رستوران. هتل نوبو در ماه ژوئیه بازگشت، یک ماه پس از بازگشایی کازینو. رستوران بوفه باکانال در سال بعد، در تاریخ ۲۰ مه ۲۰۲۱، پس از بازسازی با هزینه ۲.۴ میلیون دلار مجدداً بازگشت. نمایش‌ها به همان شکل نیز دوباره آغاز شدند، با اعلام اقامتگاه‌های کیزارز پالاس سال ۲۰۲۳ توسط مشاهیر بسیار؛ شامل آدل، جری ساینفلد، استینگ، و راد استوارت.